# XXV legislatura del Regno d'Italia

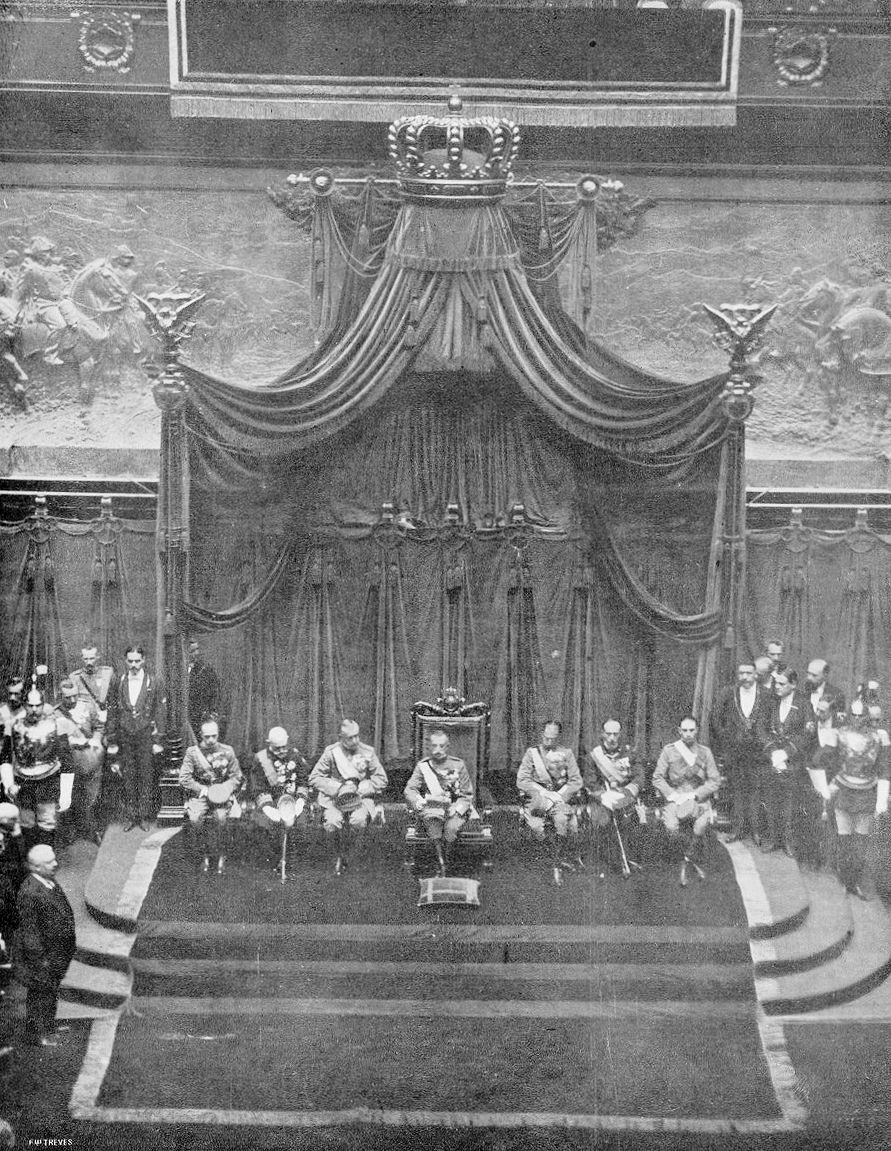
S.M il Re inaugura la XXV legislatura del Regno

La XXV legislatura del Regno d'Italia ebbe inizio il 1º dicembre 1919 e si concluse il 7 aprile 1921.

## Governi
Governi formati dai Presidenti del Consiglio dei ministri su incarico reale.
1. Governo Nitti I (23 giugno 1919 - 21 maggio 1920), presidente Francesco Saverio Nitti
  - Composizione del governo: Liberali, Partito Popolare, Partito Socialista Riformista Italiano, Partito Radicale Italiano, Indipendenti
2. Governo Nitti II (21 maggio 1920 - 15 giugno 1920), presidente Francesco Saverio Nitti
  - Composizione del governo: Liberali, Partito Popolare, Partito Radicale Italiano, Indipendenti
3. Governo Giolitti V (15 giugno 1920 - 4 luglio 1921), presidente Giovanni Giolitti
  - Composizione del governo: Liberali, Partito Popolare, Partito Socialista Riformista Italiano, Partito Radicale Italiano, Democratico-sociali, Indipendenti

## Parlamento

### Camera dei Deputati
- Presidente
  - Vittorio Emanuele Orlando, dal 1º dicembre 1919 al 25 giugno 1920
  - Enrico De Nicola, dal 26 giugno 1920 al 7 aprile 1921

Nella legislatura la Camera tenne 193 sedute.

### Senato del Regno
- Presidente
  - Tommaso Tittoni, dal 1º dicembre 1919 al 7 aprile 1921

Nella legislatura il Senato tenne 124 sedute.

### Composizione dei gruppi parlamentari allo scioglimento
| Gruppo parlamentare alla Camera dei deputati | Gruppo parlamentare alla Camera dei deputati | Fine legislatura |
| -------------------------------------------- | -------------------------------------------- | ---------------- |
|                                              | Socialisti                                   | 137              |
|                                              | Popolari                                     | 99               |
|                                              | Democratici liberali                         | 91               |
|                                              | Radicali                                     | 57               |
|                                              | Rinnovamento                                 | 33               |
|                                              | Liberali di destra                           | 23               |
|                                              | Riformisti                                   | 21               |
|                                              | Repubblicani                                 | 9                |
|                                              | Comunisti                                    | 17               |
|                                              | Misto                                        | 15               |